# Prava tigrica
Prava tigrica (lat. Amanita spissa ili Amanita excelsa) je vrsta jestive gljive iz porodice Amanitaceae. 

## Opis
- Klobuk prave tigrice je širok od 5 do 15 centimetara, mesnat, sivosmeđe boje, pokriven bijelim bradavičastim ostacima ovoja.
- Listići su gusti, bijeli, dosta široki, u pazušcu.
- Stručak je visok od 10 do 12 centimetara, debeo, pun, bijele boje, na dnu zadebljan, može biti jako produžen, vjenčić je bijel i uočljivo narebran.
- Meso je čvrsto, bijelo i nepromjenjivo, bez mirisa, okus slatkast.
- Spore su bijele, ovalne 8 – 10 x 6 – 7 μm.

## Kemijske reakcije
U dodiru sa sumpornom kiselinom H2SO4 meso postaje purpurno, s fenolom se oboji vinsko crveno, dok se meso osnove stručka s fenolanilinom najprije oboji vinsko crveno, a zatim prelazi u ljubičasto. S gvajakovom tinkturom meso stručka postaje zelenkasto.

## Stanište
Raste u ljeto i u jesen po svim šumskim putevima u skupinama ili pojedinačno.

## Upotrebljivost
Prava tigrica je jestiva samo nakon što se termički obradi, sirova je otrovna. Potreban je izuzetan oprez da se ne zamijeni otrovnom panterovom muharom (lat. Amanita pantherina).

## Sličnosti
Prava tigrica ima neke primjerke s morfološkim značajkama slične biserki (lat. Amanita rubescens). Međutim, biserka mijenja boju mesa u crvenkastu, što je nepogrešivo odaje. Postoji opasnost od zamjene s panterovom muharom (lat. Amanita pantherina), od koje se bitno razlikuje glatkim rubom klobuka i narebranim vjenčićem. Panterova muhara ima blago narebran rub klobuka i gladak vjenčić, te prstenasto-gomoljasto zadebljanje stručka. 

## Slike
|  |  |  |  |  |
|  |  |  |  |  |